# Airmail (cocktail)
Pour les articles homonymes, voir Airmail.
L'Air mail est un cocktail mélangeant du rhum, du jus de citron, du miel et du Vin effervescent. 
C'est également une marque de boissons créés et élaborées à Cognac depuis 2020.

## Histoire
Pendant de nombreuses années, il a été considéré que l'origine du cocktail venait du livre Handbook for Host datant de 1949 mais la véritable origine de ce cocktail remonte à 1941 dans le livre Here's How Mixed Drinks. Selon le président de Bacardí, le cocktail a été créé pour rendre hommage au service de Poste aérienne.

## Préparation
Le cocktail se prépare avec 1 mesure de rhum, mesure de jus de citron, 1/2 mesure de miel et 1 mesure de Vin effervescent. 